# Furmanivka
Furmánivka  (ucraniano: Фурма́нівка) es una localidad del Raión de Izmail en el Óblast de Odesa de Ucrania. Según el censo de 2001, tiene una población de 1468 habitantes. El general del Ejército Rojo Semión Timoshenko nació aquí en 1895.